# Tiếng Baca
Tiếng Baca, Nubaca, là một ngôn ngữ Bantoid Nam ở Cameroon.